# Mulmshorn
Mulmshorn è una frazione (Ortsteil) della città di Rotenburg an der Wümme, nel land della Bassa Sassonia, in Germania.

## Storia
Già comune autonomo nel circondario di Rotenburg, fu soppresso e incorporato a Rotenburg il 1º marzo 1974.